# Shemekia Copeland
Shemekia Copeland, née le 10 avril 1979, est une chanteuse de blues américaine. Elle est la fille de Johnny Copeland.

## Discographie
- 1998 : Turn the Heat Up
- 2000 : Wicked
- 2002 : Talking to Strangers
- 2005 : The Soul Truth
- 2009 : Never Going Back
- 2011 : Shemekia Copeland - Deluxe Edition
- 2012 : 33 1/3
- 2015 : Outskirts of Love
- 2018 : America's Child
- 2020 : Uncivil War
- 2022 : Done Come Too Far